# Jacques Barzun
Jacques Martin Barzun (Créteil, 30 novembre 1907 – San Antonio, 25 ottobre 2012) è stato uno storico francese naturalizzato statunitense.
Barzun insegnò discipline storiche fino al 1975 alla Columbia University ed è stato presidente dell'American Academy and Institute of Arts and Letters, oltre che membro dei più rinomati circoli culturali.
Fu decorato con la legion d'onore nel 2003; è tuttora considerato uno dei più importanti saggisti e storici del Ventesimo secolo con pubblicazione che coprono un arco temporale di 77 anni.
È morto il 25 ottobre 2012 all'età di 104 anni.

## Opere
- 1927 Samplings and Chronicles: Being the Continuation of the Philolexian Society History, with Literary Selections From 1912 to 1927  (editor). Philolexian Society.
- 1932 The French Race: Theories of Its Origins and Their Social and Political Implications. P.S. King & Son.
- 1937 Race: a Study in Modern Superstition (Revised, 1965 Race: A Study in Superstition). Methuen & Co. Ltd.
- 1939 Of Human Freedom. Revised edition, Greenwood Press Reprint, 1977: ISBN 0-8371-9321-4.
- 1941 Darwin, Marx, Wagner: Critique of a Heritage. Reprint Barzun Press, 2007: ISBN 978-1-4067-6178-8.
- 1943 Romanticism and the Modern Ego. Boston, Little, Brown and Company, 1943.
- 1945 Teacher in America. Reprint Liberty Fund, 1981. ISBN 0-913966-79-7.
- 1950 Berlioz and the Romantic Generation.  Boston: Little, Brown and Company/An Atlantic Monthly Press Book, 1950 [2 vols.].
- 1951 Pleasures of Music: a Reader's Choice of Great Writing About Music and Musicians From Cellini to Bernard Shaw Viking Press.
- 1954 God's Country and Mine: A Declaration of Love, Spiced with a Few Harsh Words. Reprint Greenwood Press, 1973: ISBN 0-8371-6860-0.
- 1956 Music in American Life. Indiana University Press.
- 1956 The Energies of Art: Studies of Authors, Classic and Modern. Greenwood, ISBN 0-8371-6856-2.
- 1959 The House of Intellect. Reprint Harper Perennial, 2002: ISBN 978-0-06-010230-2.
- 1960 Lincoln the Literary Genius (first published in The Saturday Evening Post, 14 February 1959)
- 1961 The Delights of Detection. Criterion Books.
- 1961 Classic, Romantic, and Modern. Reprint University of Chicago Press, 1975: ISBN 0-226-03852-1.
- 1964 Science: The Glorious Entertainment. HarperCollins. ISBN 0-06-010240-3.
- 1967 What Man Has Built (introductory booklet to the Great Ages of Man book series). Time Inc.
- 1968 The American University: How It Runs, Where It Is Going. Reprint University of Chicago Press, 1993: ISBN 0-226-03845-9.
- 1969 Berlioz and the Romantic Century (3d ed.) Reprint: Barzun Press.
- 1971 On Writing, Editing, and Publishing. University of Chicago Press.
- 1971 A Catalogue of Crime: Being a Reader's Guide to the Literature of Mystery, Detection, and Related Genres (with Wendell Hertig Taylor). Revised edition, Harper & Row, 1989: ISBN 0-06-015796-8.
- 1974 Clio and the Doctors. Reprinted University of Chicago Press, 1993: ISBN 0-226-03851-3.
- 1974 The Use and Abuse of Art (A.W. Mellon Lectures in the Fine Arts) . Princeton University Press. ISBN 0-691-01804-9.
- 1975 Simple and Direct: A Rhetoric for Writers. 4th ed, Harper Perennial, 2001: ISBN 0-06-093723-8.
- 1976 The Bibliophile of the Future: His Complaints about the Twentieth Century (Maury A. Bromsen lecture in humanistic bibliography). Boston Public Library. ISBN 0-89073-048-2.
- 1980 Three Talks at Northern Kentucky University. Northern Kentucky University, Dept. of Literature and Language.
- 1982 Lincoln's Philosophic Vision. Artichokes Creative Studios.
- 1982 Critical Questions: On Music and Letters, Culture and Biography, 1940-1980 (edited by Bea Friedland). University of Chicago Press. ISBN 0-226-03864-5.
- 1982 Berlioz and His Century: An Introduction to the Age of Romanticism (Abridgment of Berlioz and the Romantic Century). University of Chicago Press. ISBN 0-226-03861-0.
- 1983 A Stroll with William James. Reprint University of Chicago Press, 2002: ISBN 978-0-226-03869-8.
- 1986 A Word or Two Before You Go: Brief Essays on Language. Wesleyan University.
- 1989 The Culture We Deserve: A Critique of Disenlightenment. Wesleyan University. ISBN 0-8195-6237-8.
- 1991 An Essay on French Verse: For Readers of English Poetry. New Directions Publishing. ISBN 0-8112-1158-4.
- 1991 Begin Here: The Forgotten Conditions of Teaching and Learning. University of Chicago Press. ISBN 0-226-03846-7.
- 2000 From Dawn to Decadence: 500 Years of Western Cultural Life, 1500 to the Present. ISBN 978-0-06-092883-4.
- 2001 Sidelights on Opera at Glimmerglass. Glimmerglass Opera
- 2002 A Jacques Barzun Reader. ISBN 978-0-06-093542-9.
- 2002 What is a School? and Trim the College! (What is a School? An Institution in Limbo, Trim the College! A Utopia). Hudson Institute.
- 2003 The Modern Researcher (6th ed.) (with Henry F. Graff). Wadsworth Publishing. ISBN 978-0-495-31870-5.
- 2004 Four More Sidelights on Opera at Glimmerglass: 2001-2004